# ラインネッカーSバーン
ラインネッカーSバーン（ドイツ語: S-Bahn RheinNeckar）は、ドイツのライン＝ネッカー大都市圏に広がる都市近郊鉄道（Sバーン）である。2003年に開業した。
路線網はラインラント＝プファルツ州、バーデン＝ヴュルテンベルク州、ヘッセン州、ザールラント州と広範囲に広がり、マンハイム、ハイデルベルク、ルートヴィヒスハーフェン、カイザースラウテルンの各都市を中心に結ばれている。

## 路線
2022年12月まで形成されたSバーンの路線は下のように表示される。
| 系統 | 運行経路 | 運行間隔               | 距離            | 関連鉄道路線 |
| ---- | --- | ---------------------- | --------------- | --- |
| S 1  | ホンブルク - カイザースラウテルン - ノイシュタット (ヴァインシュトラーセ) - シファーシュタット - ルートヴィヒスハーフェン (ライン) - マンハイム - ハイデルベルク - ネッカーゲミュント - エーバーバッハ - モースバッハ(バーデン) - ゼクアッハ - オスターブルケン                                                                | 60分                   | 202 km          | マンハイム - ザールブリュッケン線、バーデン本線、ハイデルベルク - モースバッハ線、ネッカー谷線、モースバッハ - ヴュルツブルク線 |
| S 2  | カイザースラウテルン - ノイシュタット (ヴァインシュトラーセ) - シファーシュタット - ルートヴィヒスハーフェン (ライン) - マンハイム - ハイデルベルク - ネッカーゲミュント - エーバーバッハ (- モースバッハ(バーデン)) | 60分                   | 110 km (133 km) | マンハイム - ザールブリュッケン線、バーデン本線、ハイデルベルク - モースバッハ線、ネッカー谷線、モースバッハ - ヴュルツブルク線 |
| S 3  | (カールスルーエ - ヴォェルト -) ゲルマースハイム - シュパイアー - シファーシュタット - ルートヴィヒスハーフェン (ライン) - マンハイム - ハイデルベルク - ヴィースロッホ＝ヴァルドルフ - ブルッフザール - カールスルーエ | 60分                   | 104 km          | マクサウ鉄道、シファーシュタット - ロテルブール線、マンハイム - ザールブリュッケン線、バーデン本線                              |
| S 33 | ブルッフザール - グラベン＝ノイドルフ - フィリプスブルク - ゲルマースハイム |                        | 32 km           | ブルーライン線 |
| S 39 | ヴァルトホーフ - ネッカーシュタット - マンハイム (- カールスルーエ) | -                      | 7 km (79 km)    | リート西部線 |
| S 4  | ゲルマースハイム - シュパイアー - シファーシュタット - ルートヴィヒスハーフェン (ライン) - マンハイム - ハイデルベルク - ヴィースロッホ＝ヴァルドルフ - ブルッフザール | 60分（通勤時間帯のみ） | 83 km           | シファーシュタット - ヴォェルト線、マンハイム - ザールブリュッケン線、マンハイム - バーゼル線                                   |
| S 44 | BASF北 - ルートヴィヒスハーフェン (ライン) | 通勤時間帯             | 5 km            | BASP工場線 |
| S 5  | ハイデルベルク - ハイデルベルク旧市街 - ネッカーゲミュント - バメンタール - マウアー - メッケスハイム - ホッフェンハイム - ジンスハイム（エルゼンツ） - シュタインフルト - イットリンゲン - エッピンゲン | 30分 / 60分            | 43 km           | ハイデルベルク - モースバッハ線、エルゼンツ谷線、シュタインフルト - エッピンゲン線                                              |
| S 51 | ハイデルベルク - ハイデルベルク旧市街 - ネッカーゲミュント - バメンタール - マウアー - メッケスハイム - エシェルブロン - ヴァイプシュタット - ネッカービショフスハイム北駅 - アグラスターハウゼン | 60分                   | 39 km           | ハイデルベルク - モースバッハ線                                                                                                 |
| S 6  | ベンスハイム - ヘッペンハイム - ヘムスバッハ - ヴァインハイム - ヘデスハイム＝ヒルシュベルク - ラーデンブルク - ノイエディンゲン＝フリードリクスフェルト - マインハイム - ルートヴィヒスハーフェン (ライン) - フランケンタール - ヴォルムス - アルスハイム - オッペンハイム - ボーデンハイム - マインツ・ローマ劇場 - マインツ | 30分 / 60分 / 120分    | 108 km          | マイン-ネッカー線 マンハイム - バーゼル線 マインツ - マンハイム線                                                               |
| S 7  | シュヴェツィンゲン - フリードリヒスフェルト - ハイデルベルク | -                      |                 | ライン線、シュヴェツィンゲン - フリードリヒスフェルト線、マイン＝ネッカー線                                                     |
| S 8  | マンハイム - ケファータール - ビブリス | -                      | 28 km           | リート線 |
| S 9  | （グロース・ロールハイム - ビブリス - ビュアシュタット - ランパートハイム - ヴァルトホーフ ｰ ネッカーシュタット -）マンハイム - シュヴェツィンゲン - ホッケンハイム - ヴァークホイゼル - グラベン＝ノイドルフ - ブランケンロッホ - カールスルーエ                                                                              | 30/60分                | 89 km           | リート線、リート西部線、ライン線                                                                                                |

S3系統はカールスルーエに乗り入れており、同市のシュタットバーンもSバーンと似た性格の近郊輸送網が構築され、Sから始まる系統番号が付与されるが、重複しないよう設定されている。
すべてのSバーン向けの改修工事が終了すると、ラインネッカーSバーンは550 km、158駅を保有することとなる。

## 歴史

### 開業前段階
既に1973年、連邦鉄道、連邦郵便、マンハイム、ルートビヒスハーフェン、ハイデルベルクはライン＝ネッカー大都市圏にSバーン企画を実行する目的でライン＝ネッカー地域交通協会 (Nahverkerhsgemeinschaft Rhein-Neckar) を創立した。Sバーンの運営は1977年開始されると期待されたが、何度も延期になった。1996年3月三つの連邦州、ドイツ鉄道、ライン＝ネッカー運輸連合はSバーンの建設及び財務に関する契約を調印した。当時の路線網はノイシュタットとシュパイアーからエーバーバッハとブルクサールまでとして決定されて、選択としてカイザースラウテルン、ゲルメルスハイム、モースバッハ、カールスルーエまでの列車運行も考慮された。2001年初Sバーンラインネッカーの拡張は建設・財務に関する二番目の契約で決定された。

### 第一次開業段階

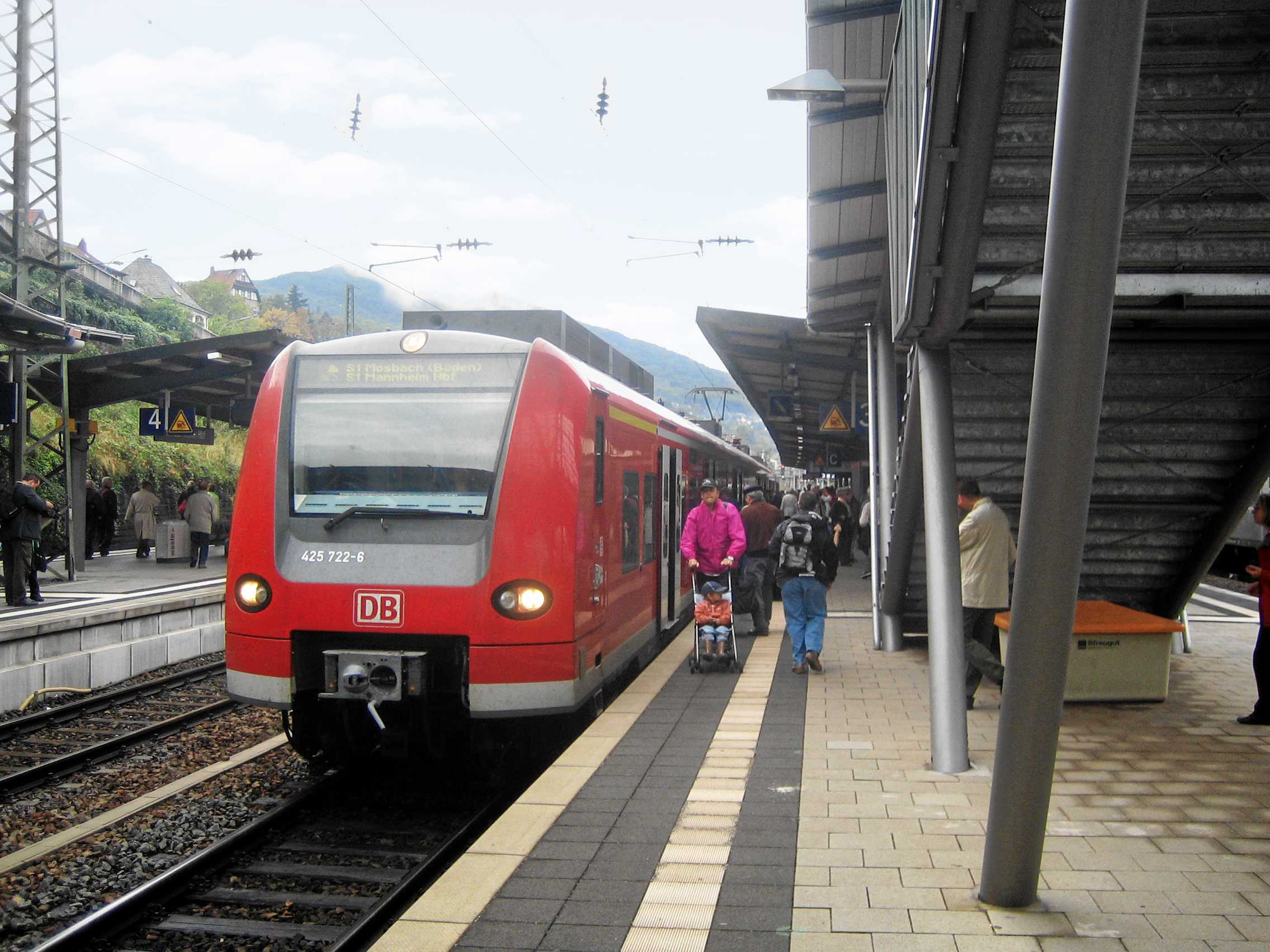
ノイシュタット駅で停車するS1電車

2003年12月14日時刻表定期変更の時、Sバーン運営権はヨーロッパ連合の入札によってDBレギオに、12年の有効期間で与えられた。DBレギオとの交通会社とマンハイム市・ルートビヒスハーフェン市・ハイデルベルク市の共同入札の申し込みは、入札直前に企業連合法の関系のため、撤回されなければならなかった。それは、例の三都市が、DBレギオの子会社のライン＝ネッカー地域バス会社に、支分を持っていた訳である。三都市の交通会社がライン＝ネッカー交通有限会社 (Rhein-Neckar-Verkehrs, RNV) に統合されることが既に進行されていた。したがって、この地域のすべての地域輸送は、RNVとそれが共同管理する2つの企業、すなわちBRNとSバーンコンソーシアムの手に委ねられていたと思われる。入札問題で撤回したユーロ鉄道 (Eurobahn) 及びトランス・レギオ鉄道とコネックスの共同企業体もSバーンの入札に参加した。
2001年までのランアップでは、Sバーン用のコースと乗降場は準備された。建設工事のみの投資額は2億6000万ユーロで、新車の購入に1億9000万ユーロが追加された。
Sバーン運行開始に伴う交通量増加のために緊急に必要とされ、増設されたマンハイムとルートヴィヒスハーフェン間のライン鉄道橋の以外に、シュフェルシュタット駅の新しい迂回線路は長距離交通用として構築された。ベルリナー広場のルートヴィヒスハーフェン (ライン) 中駅も完全に再建された。新しいSバーン列車の工場はまた、列車のメンテナンスのためにルートヴィヒスハーフェン中央駅の敷地内に建てられた。
Sバーンの乗降場にはバリアフリー対応設備が導入され、高さ76 cmの乗降が容易なプラットホームが備えられたほか、一部の駅にはエレベーターが設置された。いくつかの駅には本来の設備が設置されるまで、臨時に木材の板敷で乗降場が嵩上げされた。
2006年末シュパイアー - ゲルマースハイム区間で電化と三つの駅の改修が完了した。同年12月マンハイム - ザールブリュッケン線ではSバーン路線はホンブルクまで延伸された。

### 第二次開業段階

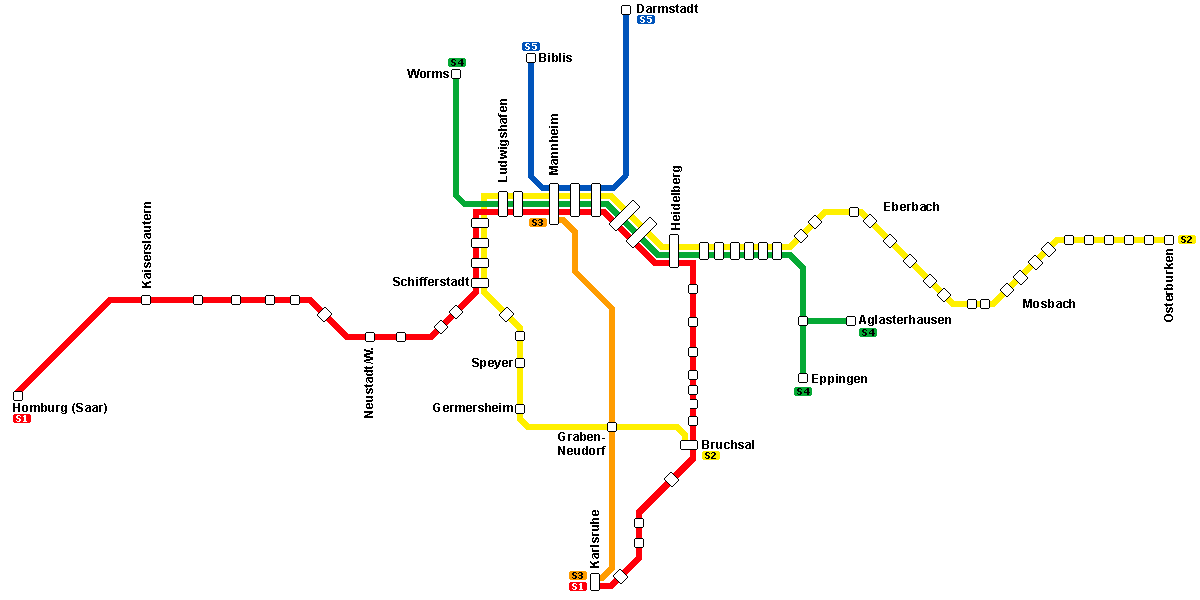
ライン＝ネッカー運行周期の現実化プログラム2010 (元の計画案)

Sバーン運営開始の直後、まだSバーンの路線網で開業されなかった都市と地域を互いに結ぶために、第二次建設段階が企画された。ホンブルク、ブルクサール、カールスルーエ、エピンゲン、ダルムシュタット、ヴォルムスまで路線網を設定する、「ライン＝ネッカー運行周期の現実化プログラム2010 (Realisierungsprogramm Rhein-Neckar-Takt 2010) 」は2004年企画されたが、2年後再び取り消された。その理由は地方鉄道交通手段の縮小、そして運送量増大に必要な基盤施設の対策の遅れだった。
エピンゲンへの路線拡張は2000年11月初めて提案された。2002年8月アグラスターハウゼン、フリードリヒスハール＝ヤクストフェルト、エピンゲン方面の三路線の電車線工事に関して、費用収益指数が 3.7に至った。2007年9月20日、建設及び財務契約は調印された。2009年12月からS5系統はハイデルベルク - エピンゲン区間に1時間間隔で運行開始され、経由路線はネッカー谷線、エルゼンツ谷線、シュタインフルト - エピンゲン線である。2010年6月にはS51系統の運行はメッケスハイム - アグラスターハウゼン区間に始まり、その区間は「旧バーデン・オーデンヴァルト鉄道」の一部に当たる。

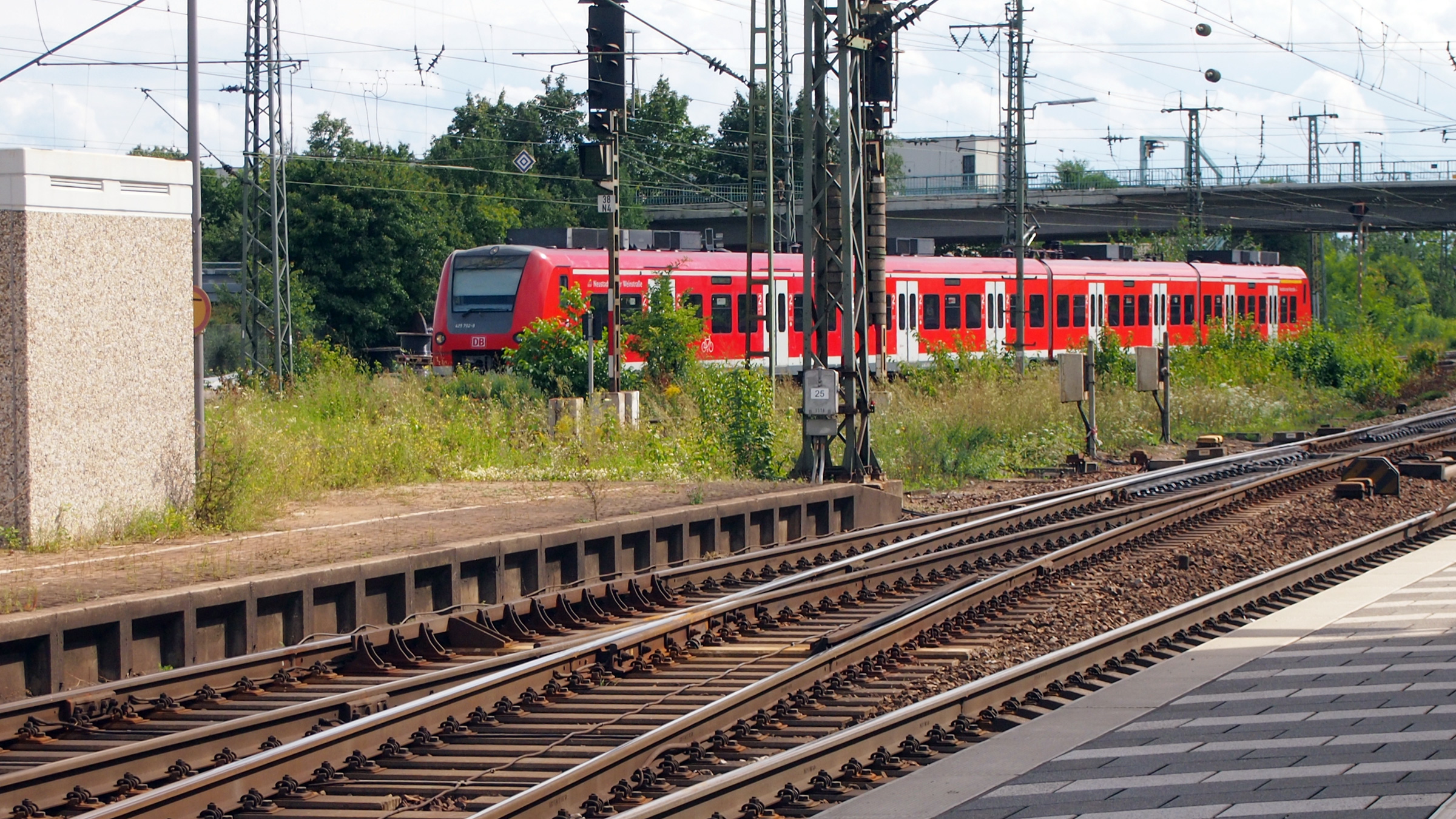
グラーベン＝ノイドルフ駅で停車するS33電車

ブルーライン線のゲルメルスハイム - ブルクサール区間は2011年12月11日Sバーン路線網に編入され、S4系統の延伸区間となった。ただしこの区間は混同を避ける為にS33の系統名で運営されている。ゲルメルスハイム - グラーベン＝ノイドルフ区間の電化は三つの駅の親設は2010年7月に始まり、17か月がかかった。総備用の約3170万ユーロがつかわれて、ほとんどの乗降場は障壁無しで改築された。
2018年6月10日マインツ - マンハイム間を運行した普通列車系統がSバーン系統と転換された。2006年初から425形電車が普通列車として投入された。2012年からいくつかの駅で改修工事が行われ、2015年6月ディーンハイム駅とフランケンタール南駅が新設された。

## 車両
2003年の開業より425形が運用されている。2015年10月から本来に導入された40編成の二世代車両だけれはなく37編成の車両も改造された。後者の車両には、ライン＝ネッカー地域だけではなく他の地域で運用された普通列車も属する。
2017年8月新開発電車であるDB463形の3編成車両が注文された。2020年12月からこの電車は新しい路線に投入される予定であった。2020年12月まで38本の新型電車が供給されて、2020年9月からS9系統に投入された。